# Pallenopsis obliqua
Pallenopsis obliqua is een zeespin uit de familie Pallenopsidae. De soort behoort tot het geslacht Pallenopsis. Pallenopsis obliqua werd in 1884 voor het eerst wetenschappelijk beschreven door Thomson. 